# Giornate di Soletta
Le Giornate di Soletta sono il festival cinematografico più importante per il cinema svizzero. Dal 1966 il festival presenta, anno dopo anno, nel programma Panorama Svizzera una selezione rappresentativa di lungometraggi, documentari e cortometraggi. In gruppi di discussione e tavole rotonde sul palco, il pubblico e il settore del cinema discutono in merito ai film proiettati e alla cultura cinematografica svizzera. Con oltre 60.000 spettatori all'anno, le Giornate di Soletta fanno parte dei più rinomati eventi culturali della Svizzera. La 49ª edizione della Giornate del cinema di Soletta ha avuto luogo dal 23 al 30 gennaio 2014.

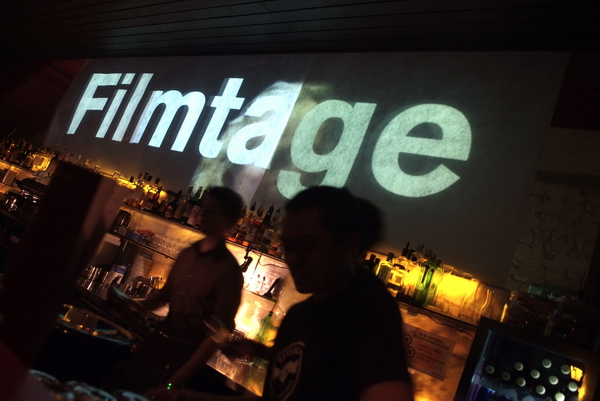
Solheure Festival Club

## La storia

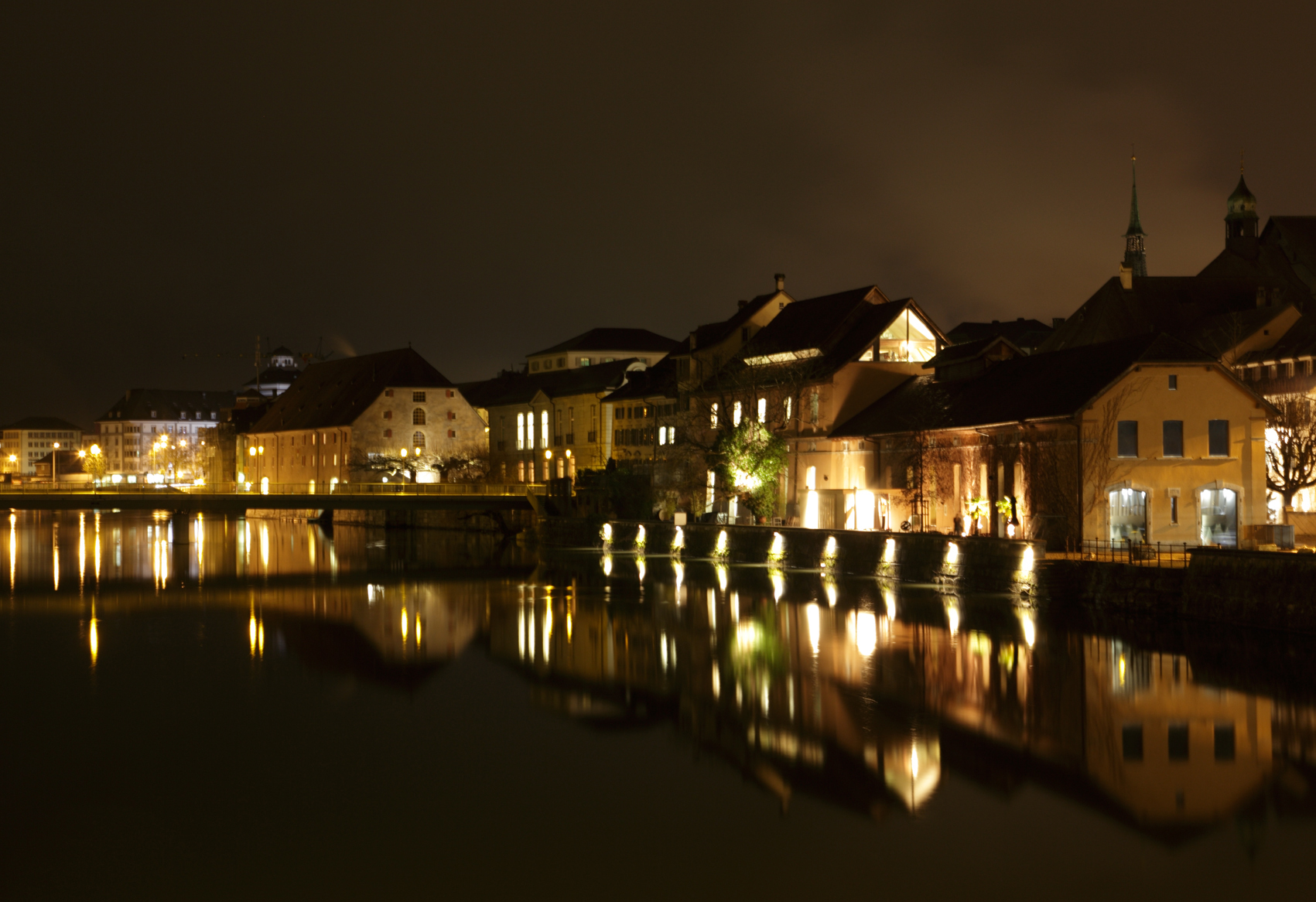
Il Landhaus e il Uferbau durante le Giornate

Le Giornate di Soletta sono tra i più vecchi festival cinematografici in Svizzera e rappresentano il festival più importante per il cinema svizzero. Nel 1966 l'Associazione cinematografica di Soletta organizzò un convegno con il titolo Il cinema svizzero oggi. L'obiettivo di questa iniziativa era quello di generare nuove idee e ispirazioni per i giovani cineasti svizzeri indipendenti. Da questo è scaturita la Società svizzera delle Giornate di Soletta (SSGS) che organizza come associazione le Giornate del cinema.

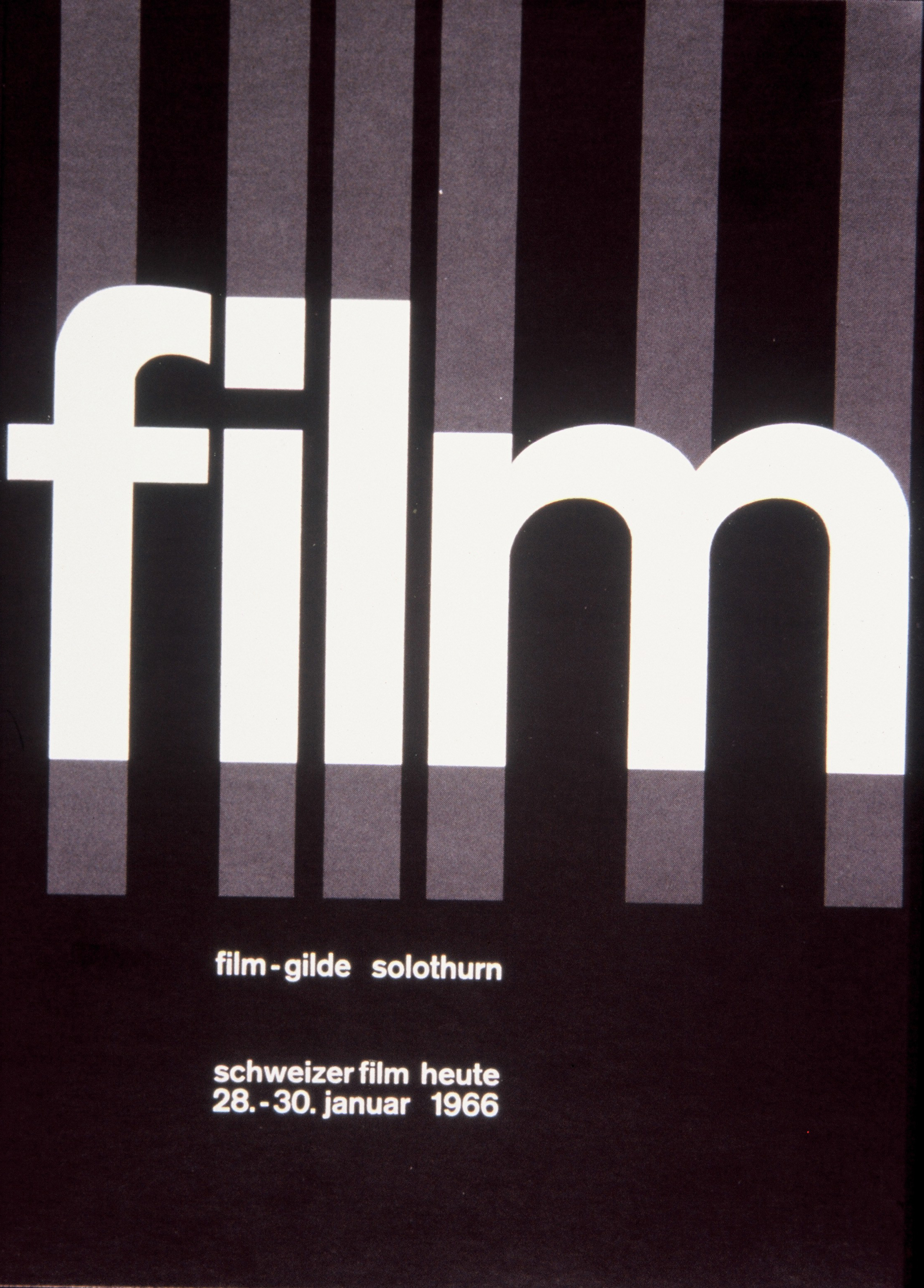
Primo cartellone dal 1966

 Anche se le Giornate di Soletta esistono già da quasi mezzo secolo, nella loro storia hanno avuto soltanto tre direttori: Stephan Portmann ha diretto il festival dal 1967 e nel 1987 gli è subentrato Ivo Kummer. Dopo la nomina di Ivo Kummer a responsabile della sezione Cinema dell'Ufficio federale della cultura (UFC) dal 1º agosto 2011, Seraina Rohrer è stata nominata nuova direttrice.
Tra il 1998 e il 2008 Soletta è stata inoltre la località che ha ospitato la consegna del Premio del Cinema Svizzero. Dal 2009 questo evento è stato trasferito al KKL (Centro culturale e congressuale) di Lucerna, ma i nominati per il premio del Cinema Svizzero vengono scelti e presentati in occasione delle Giornate di Soletta (vedi Notte delle nomination).
Nel 2017 l'archivio del Festival viene depositato presso la Cinémathèque suisse.

## Il Programma

### Panorama Svizzera
Il programma Panorama Svizzera è il fulcro delle Giornate di Soletta e presenta una selezione delle produzioni svizzere recenti da tutte le regioni linguistiche, di tutti i generi e di ogni durata. Il programma è una rassegna della svariata attività cinematografica svizzera e comprende documentari, lungometraggi, film sperimentali, cortometraggi e film d'animazione, come pure clip musicali.

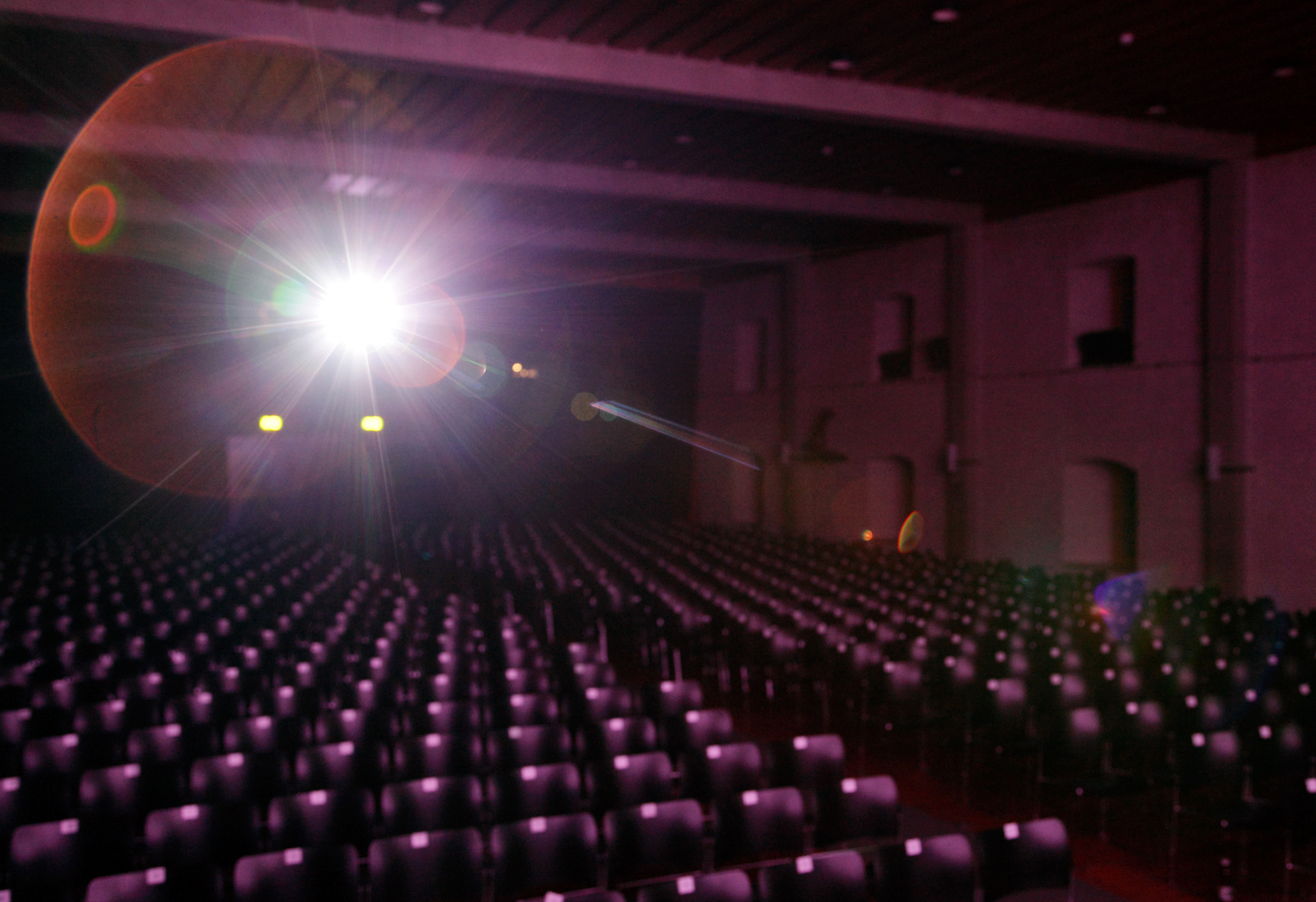
Landhaus

### Rencontre
Il programma speciale Rencontre rende onore ogni anno a una personalità del cinema svizzero, che può contare su un'opera importante e sostanziosa. Il programma mostra opere selezionate tratte dalla produzione dell'ospite e consente l'incontro personale. Con questo le Giornate di Soletta offrono la possibilità di farsi un'idea approfondita del lavoro di noti cineasti svizzeri nel contatto diretto con loro.
Personalità ospitate
- 1996 - Alain Tanner
- 1997 - Reni Mertens e Walter Marti
- 1998 - Claude Goretta
- 1999 - Alexander J. Seiler
- 2000 - Jacqueline Veuve
- 2001 - T&C Film AG, Marcel Hoehn
- 2002 - Paul Riniker
- 2003 - Pio Corradi
- 2004 - Jean-Luc Bideau
- 2005 - Bruno Ganz
- 2006 - Maximilian Schell
- 2007 - Renato Berta
- 2008 - Walo Lüönd
- 2009 - Léa Pool
- 2010 - Niki Reiser
- 2011 - Ruth Waldburger
- 2012 - Marthe Keller
- 2013 - Silvio Soldini
- 2014 - Peter Liechti

### Focus
Nel 2012 le Giornate di Soletta hanno presentato per la prima volta il programma speciale Focus relativo a un argomento centrale riferito all'attualità. Sotto il titolo Al di là del cinema, Focus ha presentato dieci film che vanno oltre i canoni della cinematografia classica. Lo sguardo è stato rivolto all'attuale ambito audio-visuale in Svizzera e all'estero, con l'intento di scoprire nuovi modi narrativi e forme atipiche di produzione e distribuzione. Nell'ambito del programma Focus hanno inoltre avuto luogo una discussione pubblica e un workshop che hanno stimolato lo scambio di opinioni tra gli esperti e il pubblico.
Focus è uno sviluppo ulteriore del programma precedente, Invitation, che si svolgeva nel contesto dello scambio culturale e della collaborazione con le vicine regioni europee.
Negli anni sessanta venivano invitati inizialmente singoli registi esteri e a partire dagli anni novanta si è trattato poi di interi paesi ospiti, presentati a Soletta.

### Programma quadro
In collaborazione con varie associazioni e istituti cinematografici svizzeri si svolge, durante le Giornate di Soletta, un variato programma quadro con sessioni informative, rappresentazioni speciali per i bambini, come pure discussioni pubbliche a tema e workshop su questioni riguardanti la cultura, rispettivamente l'economia cinematografica svizzera. Questi eventi trattano in modo mirato argomenti di attualità della cultura cinematografica svizzera e si rivolgono direttamente ai cineasti e al pubblico interessato al cinema.
La parte fissa del programma comprende, tra l'altro, il podio discussione Film Club, che invita critici cinematografici di fama internazionale per discutere sulla cinematografica svizzera attuale.

## Premi e onorificenze
In occasione delle Giornate del cinema di Soletta vengono assegnati numerosi premi. I riconoscimenti si rivolgono da una parte direttamente ai cineasti e alle loro opere, dall'altra rendono onore anche a personalità attive nel settore ampliato del cinema svizzero, che con il loro impegno contribuiscono attivamente al successo della cinematografia nazionale. Tutti i premiati sono indicati ne sito web ufficiale delle Giornate di Soletta.

### Prix de Soleure
Il Prix de Soleure, di 60.000 franchi svizzeri, è stato conferito per la prima volta nel 2009. Esso premia un lungometraggio svizzero eccezionale, che convince in base a un marcato umanesimo, rappresentato cinematograficamente in maniera impressionante. La Commissione di selezione delle Giornate di Soletta nomina ogni anno da cinque a dieci film. Una giuria composta a nuovo ogni anno definisce il vincitore del premio.
I premiati
- 2009 - No more smoke signals di Fanny Bräuning
- 2010 - Nel giardino dei suoni di Nicola Bellucci
- 2011 - Cleveland contre Wallstreet di Jean-Stéphane Bron
- 2012 - Vol spécial di Fernand Melgar
- 2013 - Der Imker di Mano Khalil
- 2014 - L'escale di Kaveh Bakthiari

### Prix du Public
Il premio del pubblico è un elemento fisso del programma delle Giornate del cinema di Soletta dal 2007. Si nominano di volta in volta circa dieci film del programma serale, tra i quali il pubblico sceglie il proprio favorito. Il Prix du Public, di 20.000 franchi svizzeri, viene conferito dagli sponsor principali del festival, la Posta svizzera e Swiss Life, in collaborazione con le Giornate del cinema di Soletta.
I premiati
- 2007 - Vitus di Fredi M. Murer
- 2008 - Das Geheimnis von Murk di Sabine Boss
- 2009 - Maman est chez le coiffeur di Léa Pool
- 2010 - Bödälä - Dance the Rhythm di Gitta Gsell
- 2011 - Sommervögel di Paul Riniker
- 2012 - Die Wiesenberger di Bernhard Weber e Martin Schilt
- 2013 - Un mondo in pericolo di Markus Imhoof
- 2014 - Neuland di Anna Thommen

### Premi promozionali
Nell'ambito del contenitore Upcoming, creato nel 2012, che dà uno spazio proprio alla giovane cinematografia, porta alla ribalta nuovi talenti e analizza le tendenze attuali, ci sono tre concorsi.
Upcoming Talent: Suissimage/SSA
Suissimage/SSA (Cooperativa svizzera per i diritti d'autore di opere audiovisive / Società svizzera per i diritti degli autori d'arte letteraria e visuale) istituiscono un premio per le nuove leve per il miglior cortometraggio del valore di 15.000 franchi svizzeri, assegnato da una giuria formata da tre membri, come pure un premio del pubblico per i migliori film d'animazione del valore totale di 10.000 franchi svizzeri.
Upcoming Music Clips
la Fondazione SUISA per la musica conferisce nell'ambito del programma Music Clips il premio della giuria, di 5.000 franchi svizzeri, che viene assegnato dalla giuria alla regia di un videoclip eccezionale.
Upcoming Lab
nel 2012 le Giornate del cinema di Soletta, la SRG SSE e i portali web Frischfilm.sf.tv e moncinema.ch, hanno cercato il remake di 60 secondi più originale del film classico svizzero Die Schweizermacher (I fabbricasvizzeri). Hanno partecipato circa 40 cineasti caricando sui due portali citati i loto filmati, tra i quali una giuria e il pubblico hanno scelto i due vincitori.
I premiati 2012:
- Upcoming Talent: La Noyée di Vincent Weber
- Upcoming Music Clips: Hailey Fought the Law (Blanket) di Piet Baumgartner
- Premio del pubblico SUISSIMAGE/SSA: Gypaetus Helveticus di Marcel Barelli (5.000 franchi svizzeri), Bon Voyage di Fabio Friedli (3.000 franchi svizzeri) e Borderline di Dustin Rees (2.000 franchi svizzeri).
- Upcoming Lab: “Die Schweizermacher” in 60 secondi: Die Schafmacher di Thaïs Odermatt (premio della giuria) e Swiss Maker di Raphaël Tschudi (premio del pubblico).

### Notte delle nomination
Nella Notte delle nomination l'Ufficio federale della cultura comunica le nomination per il Premio del Cinema Svizzero Quartz. L'Accademia del Cinema Svizzero fondata nel 2008 dalle associazioni di settore, sotto la presidenza del regista cinematografico Christin Frei, può vedere i film nominati durante le Giornate del cinema di Soletta nell'Academy Lounge o nelle sale e con una votazione segreta definisce i candidati. Nella Notte delle nomination vengono comunicati i nominati (in nove categorie).

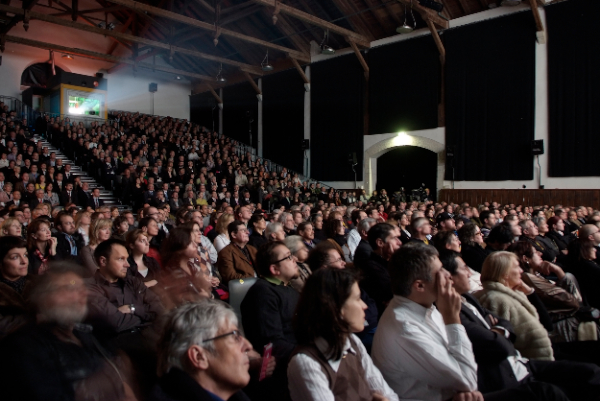

Dal 2009 la consegna dei premi non si svolge più a Soletta, bensì circa due mesi dopo nel Centro culturale e congressuale KKL di Lucerna, in collaborazione con la SRG SSR, l'Ufficio federale della cultura, Swiss Films e l'Accademia del Cinema Svizzero.

### Prix Pathé
Il Prix Pathé – premio della pubblicistica cinematografica premia i critici cinematografici per i contributi eccezionali nell'ambito della cinematografia svizzera. Dal 2010 il Prix Pathé viene conferito, oltre che per la categoria “Media della carta stampata”, anche per la categoria “Media elettronici”, con una dotazione di 10.000 franchi svizzeri ognuna. Gli istitutori del premio sono la Pathé Svizzera e la Pathé Film AG.
Premi "Media della carta stampata"
- 2006 - Antoine Duplan per il suo articolo “Regarder la mort en face” sul film Exit di Fernand Melgar (L'Hebdo, 1.9.2005).
- 2007 - Alexandra Stäheli per la sua disquisizione “Edelmiezen erstarren im Design” in merito al film Nachbeben di Stina Werenfels (NZZ, 3.3.2006).
- 2008 - Matthias Lerf per la sua recensione cinematografica “Jenseits und todlustig” in merito al film Sieben Mulden und eine Leiche di Thomas Hämmerli (Sonntags Zeitung, 25.3.2007).
- 2009 - Martin Walder per la sua recensione cinematografica “Szenen einer Ehe” in merito al film Giorni e nuvole di Silvio Soldini (NZZ am Sonntag, 30.3.2008).
- 2010 - Christoph Egger per la sua recensione cinematografica “Ein kurzer Sommer der Anarchie” in merito al film Home di Ursula Meier (NZZ, 19.2.2009).
- 2011 - Christian Jungen per la sua recensione “Bitte mehr Mut und Haltung” (NZZ am Sonntag, 17.1.2010).
- 2012 - Flurin Fischer per la sua recensione cinematografia “Godards göttliche Komödie” in merito alla pellicola Film socialisme di Jean-Luc Godard (Bündner Tagblatt, 3.12 2010).

Premi "Media elettronici"
- 2010 - Michael Sennhauser per la sua recensione del film Maman est chez le coiffeur di Léa Pool (DRS2aktuell, 8.4.2009).
- 2011 - Daniel Hürlimann (1968 – 2011) per la sua recensione radiofonica sulle riprese del film Lionel di Mohammed Soudani (trasmissione “Geronimo” Radio Svizzera Rete Due, 11.12.2009).
- 2012 - Brigitte Häring per la sua recensione radiofonica “Filmischer Einblick ins Teenie-Dasein” sui film Romans d'ados di Béatrice Bakhti e Mit dem Bauch durch die Wand di Anka Schmid (trasmissione “Reflexe” DRS2, 1.2.2011).

### Prix d'honneur

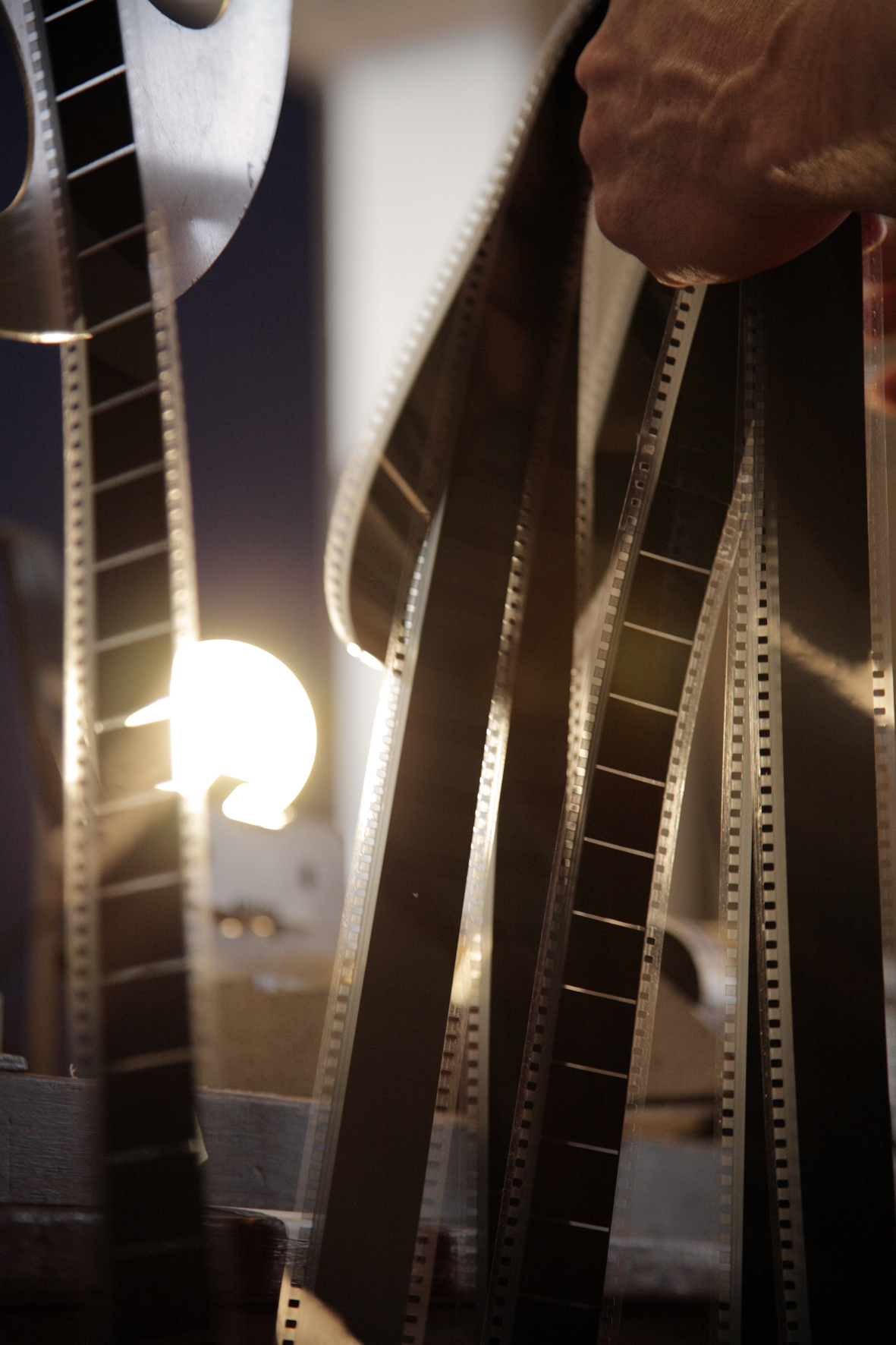
Pellicola in cabina di proiezione

Con il Prix d'honneur (sponsorizzato dei comuni del Wasseramt) si premia dal 2002 una personalità che ha acquisito meriti particolari nell'ambito della cultura cinematografica svizzera. Il premio ammonta a 10.000 franchi svizzeri. L'assegnazione ha luogo su proposta della Commissione di selezione delle Giornate del cinema di Soletta.
I premiati
- 2003 - Erich Langjahr, sceneggiatore, regista, cineoperatore, produttore e distributore
- 2004 - Hugues Ryffel, cineoperatore
- 2005 - Freddy Buache, funzione di mediatore del cinema svizzero come cineasta e critico
- 2006 - Renato Berta, cineoperatore
- 2007 - David Streiff, Amministrazione culturale
- 2008 - Mathias Kälin, cineoperatore
- 2009 - Ilona Stamm, distributrice Stamm Film
- 2010 - Carlo Varini, cineoperatore
- 2011 - Françoise Deriaz, capo-redattrice di Ciné-Bulletin
- 2012 - Christian Schocher, regista e distributore cinematografico

### Premi per i telefilm svizzeri
I premi per i telefilm svizzeri premiano gli attori svizzeri per il/la migliore attore/attrice protagonista e non protagonista in una produzione televisiva svizzera. Ognuna delle quattro categorie è dotata di 10.000 franchi svizzeri. I premi vengono assegnati da una giuria costituita da rappresentanti di Swissperform e delle Giornate del cinema di Soletta e sono finanziati da Swissperform.
Il premio per i telefilm svizzeri esiste dal 2001 e nel 2012 è stato conferito per la seconda volta nel contesto delle Giornate del cinema di Soletta.
I premiati
- 2011 - Markus Fischer (Snakefilm GmbH) e Stefan Jäger per il film Hunkeler und der Fall Livius
- 2012 - Lea Hadorn (ruolo della protagonista femminile in Liebe und andere Unfälle), Roland Vouilloz (ruolo del protagonista maschile nella serie CROM), Marina Golovine (ruolo della protagonista femminile nella serie CROM), Peter Wyssbrod (miglior ruolo maschile non protagonista in Mord hinterm Vorhang)

## Organizzazione

### Società svizzera delle Giornate di Soletta SSGS
L'associazione “Società svizzera delle Giornate del cinema di Soletta” (SSGS) è l'ente promotore delle Giornate del cinema di Soletta. Questa associazione ha sede a Soletta, è apolitica, aconfessionale e senza scopo di lucro e il suo obiettivo è costituito dall'organizzazione delle Giornate del cinema di Soletta e dall'incremento dell'interesse pubblico nei confronti del cinema svizzero. La Società svizzera delle Giornate del cinema di Soletta conta oggi circa 580 associati.

### Commissione di selezione
La Commissione di selezione è costituita da quattro rappresentanti delle Giornate del cinema di Soletta e da quattro specialisti esterni del settore cinematografico. Questi ultimi vengono nominati a nuovo ogni due anni e nei limiti del possibile provengono dalle quattro regioni linguistiche della Svizzera. La Commissione di selezione è presieduta dalla direttrice delle Giornale del cinema di Soletta ed è responsabile per le scelte relative al programma Panorama Svizzera.